# سقنقور شمالی زبان‌آبی
سقنقور شمالی زبان آبی (نام علمی: Tiliqua scincoides intermedia) نام یک زیرگونه از سرده سقنقورهای زبان آبی است.